# Kisa
Kisa ist ein Ort (tätort) in der schwedischen Provinz Östergötlands län und der historischen Provinz Östergötland. Kisa ist der Hauptort der Gemeinde Kinda. Hier fließen die Flüsse Kisaån und Lillån zusammen und münden in den See Kisasjön, an dessen südlichem Ufer sich Kisa befindet.

## Geschichtliches
Der Ortsname Kisa bezieht sich vermutlich auf den runden Berg Borgarberg nahe der Kirche von Kisa.
Kisa liegt an einer historisch wichtigen Verkehrsverbindung, dem Kalmarweg. Das königliche Heer von Gustav Vasa erlitt am 15. September 1542 eine Niederlage gegen Aufständische in Kisa.

## Museen

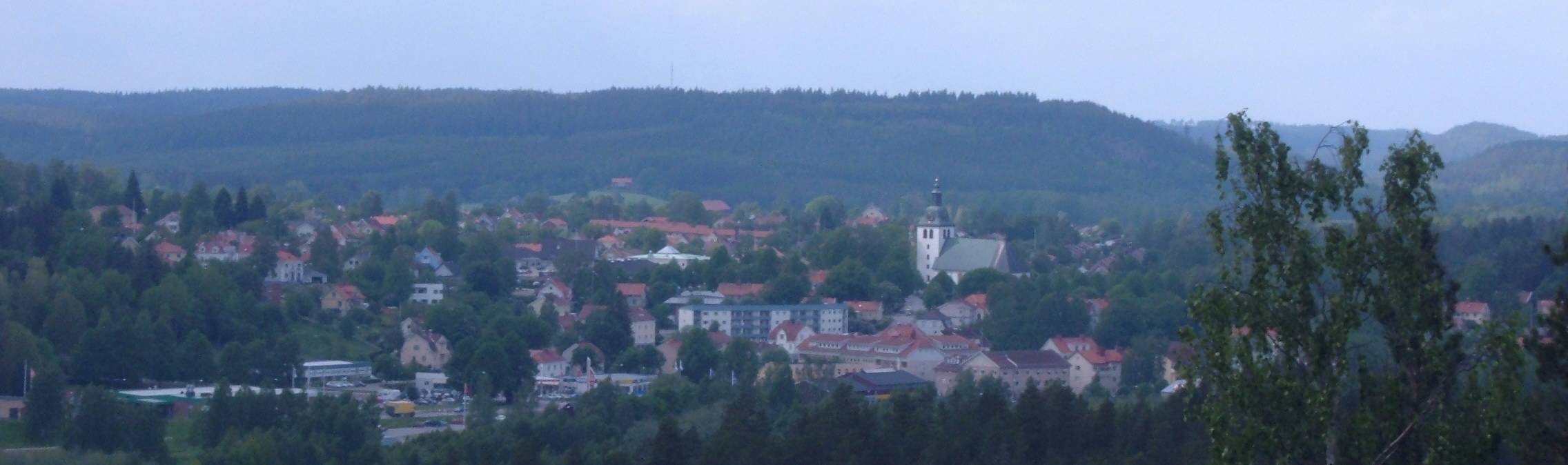
Kisa im Mai 2007
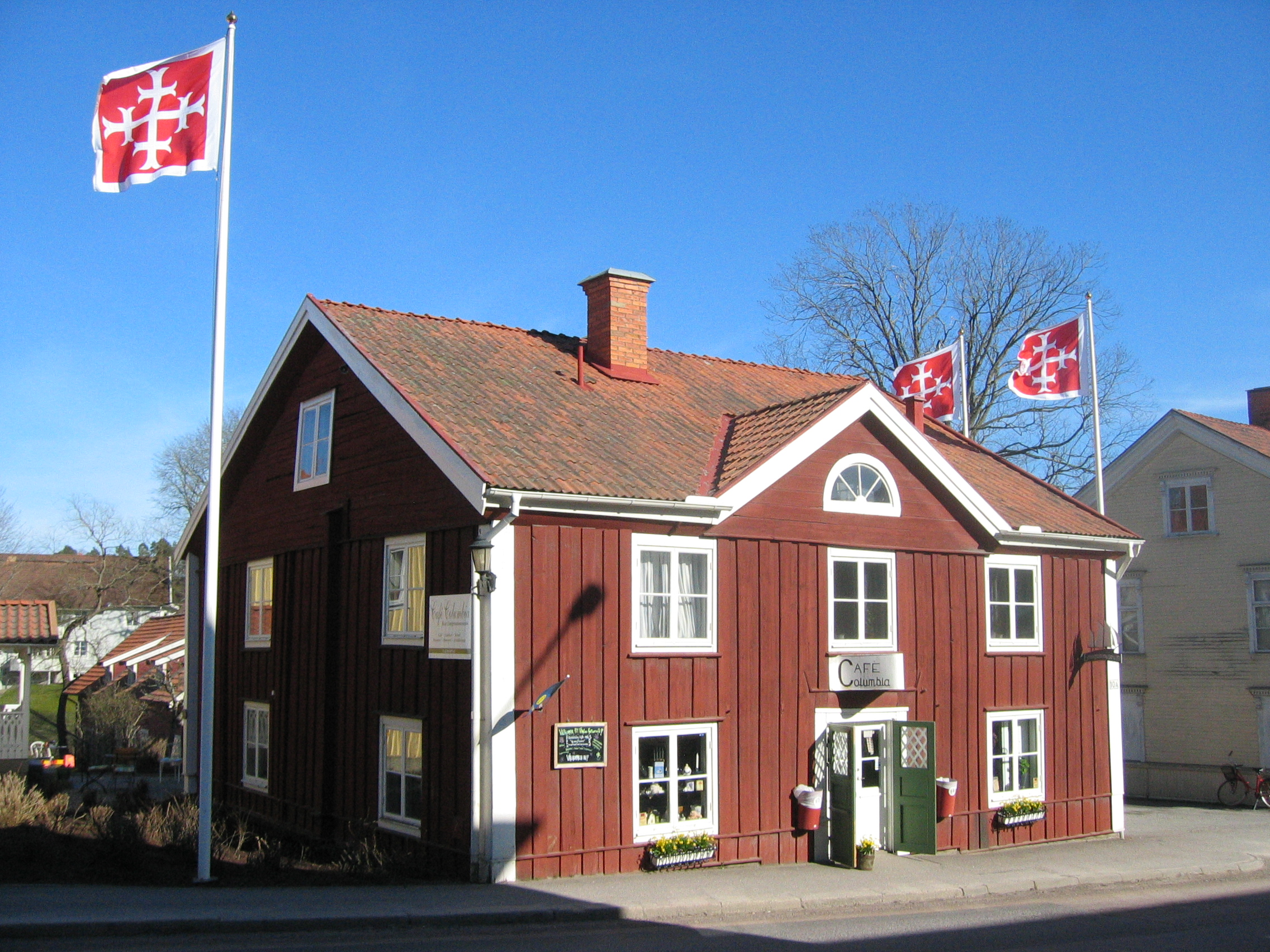
Café Columbia und Emigrationsmuseum am Riksväg 34.
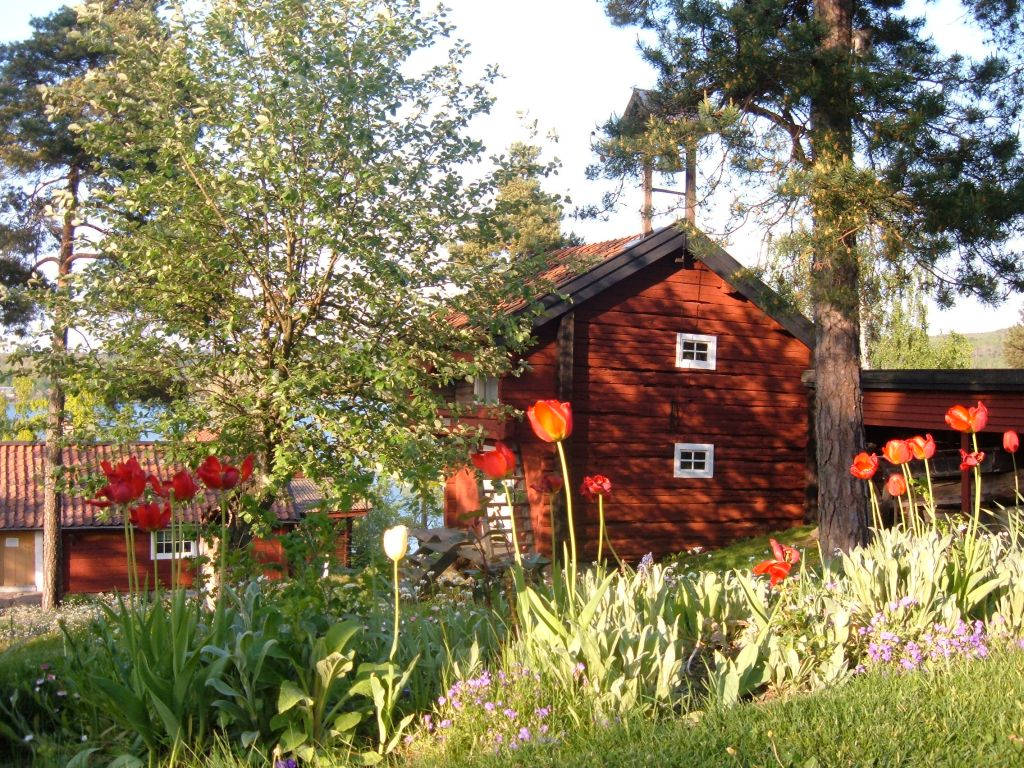
Kisa – Hembygdsgård – ein kleines Freilichtmuseum

Direkt in Kisa liegt das Café Columbia, das auch ein Emigrationsmuseum beinhaltet.
Wie viele schwedische Orte hat Kisa auch einen Hembygdsgård, also eine Art kleines Freilichtmuseum, dieses Areal liegt nicht weit vom Zentrum des Orts entfernt oberhalb des Kisa-Sees.
Bereits 1929 wurde das erste Gebäude des Hembygdsgård errichtet, ein herrschaftliches Haus aus der Mitte des 17. Jahrhunderts aus der Umgegend von Kisa (Västra Eneby socken). Dies ist auch heute noch das Hauptgebäude des Hembygdsgårds, der inzwischen aus etwa 15 Häusern besteht. Dazu gehört ein kleines Hofensemble mit Kuhstall, ein Kaufmannsladen und eine Schuhmacherwerkstatt zum Hembygdsgård. In einem der Gebäude befindet sich ein Schulmuseum mit einer Einrichtung aus der Zeit um 1850. Das Foto zeigt einen Speicherbau mit zwei Etagen, mit einem kleinen Glockenturm.

## Umgebung von Kisa
Nicht weit entfernt liegt der Sommensee. Die Stadt Linköping, eine der größten Städte Schwedens, liegt 55 Kilometer nördlich von Kisa.

## Söhne und Töchter der Stadt
- Inger Nilsson, bekannt als Darstellerin der Pippi Langstrumpf